# Vipère au poing
Pour les articles homonymes, voir Vipère au poing (homonymie).
« Brasse-Bouillon » redirige ici. Pour l'auteur du XXIe siècle, voir Zoé Shepard.
Vipère au poing est un roman  qui est largement autobiographique d'Hervé Bazin, sorti en 1948.
Le livre décrit l'enfance et l'adolescence du narrateur, Jean Rezeau dit « Brasse-Bouillon ». Ce dernier décrit ses rapports avec sa famille, et notamment avec Paule Rezeau, née Pluvignec, dite  « Folcoche », sa mère cruelle et peu aimante. Ce roman est un huis-clos entre la mère indigne, les trois enfants martyrisés, le père lâche et un précepteur changeant.

## Résumé
Durant l'été 1922, Jean et Ferdinand sont élevés par leur grand-mère paternelle dans le château familial de la Belle-Angerie, dans la région de Segré, au nord d'Angers. La mort de leur grand-mère oblige leurs parents, Jacques et Paule Rezeau, à quitter la Chine où le père enseigne dans une université de Shanghai, pour revenir s’occuper de leurs enfants.
Avec impatience et curiosité, les deux enfants attendent leurs parents et le petit frère qu’ils ne connaissent pas sur le quai de la gare. En se jetant sur leur mère pour l’embrasser, ils se font violemment repousser par cette dernière qui souhaite descendre tranquillement du train. Leur nouveau petit frère, Marcel, leur adresse un salut presque froid. Seul leur père les embrasse.
De retour au château, la famille et le personnel sont convoqués dans la salle à manger pour écouter la nouvelle organisation de la famille : le père annonce un emploi du temps spartiate, avec messe dans la chapelle privée dès le commencement de la journée, vers 5 h, et à son achèvement vers 21 h 30. Pendant la journée, les études sont dispensées par l'abbé qui vit avec eux. Soudain, le père prend prétexte d’avoir des mouches à piquer pour se retirer, laissant ainsi son épouse, Paule, annoncer ses propres directives : les enfants n’auront plus le droit au café au lait le matin mais à la soupe, ils auront les cheveux tondus par mesure d'hygiène et, par sécurité, elle ôte les poêles, les édredons et les oreillers dans leur chambre. Elle leur confisque tous leurs objets personnels. Quant aux heures de récréations, elles doivent être consacrées à l'entretien du parc. Pour ne pas user leurs chaussures et chaussettes, elle leur impose le port de lourds sabots, qu'ils « peuvent » porter avec de la paille s'il fait froid. En peu de temps, les enfants sont affamés, frigorifiés, privés de tout confort, de toute tendresse, et constamment sujets à des brimades, punitions ou humiliations de la part de leur mère, sous l'œil de leur père qui semble préférer ne rien voir pour éviter un conflit avec son épouse.
Au cours des repas, elle n’hésite pas à piquer violemment un de ses fils avec la fourchette s'ils n’adoptent pas une tenue qu'elle considère correcte. Quand la gouvernante tente de s’interposer, Paule la renvoie immédiatement, comme elle l'a déjà fait pour tout le personnel, à l’exception de Fine, la vieille cuisinière, à sa merci du fait qu'elle est sourde et muette. Les enfants, détestant leur mère, lui trouvent le surnom qui la désigne désormais en permanence : « Folcoche » ; c'est ainsi que les paysans appellent une truie qui, ayant mis bas, dévore aussitôt ses petits. Ils gravent partout où ils le peuvent des "VF" rituels, signifiant "Vengeance à Folcoche". Jean, le narrateur, est le fils qu'elle déteste le plus car il fait preuve d'une certaine audace, notamment en la fixant intensément pendant les repas, « rituel » que les frères appellent « pistolétade ».
Lorsque Folcoche doit être hospitalisée en raison de graves problèmes rénaux, les enfants exultent, espérant que leur mère mourra de son mal, mais contre toute attente, elle survit. Toutefois, ayant quitté la maison assez longtemps pour que les châtiments corporels perdent leur efficacité sur ses fils, Mme Rezeau s'efforce alors de séparer le trio en les montant les uns contre les autres. Ainsi, durant une expédition à laquelle ne participent que M. Rezeau, Jean et Freddie, elle obtient de Marcel qu'il lui révèle une cachette dans laquelle les trois frères dissimulaient différents objets et de la nourriture qu'ils avaient dérobés. À leur retour, Jean et Freddie apprennent la trahison de Cropette et l'arrivée d'un nouvel abbé, surnommé par les enfants B VII, particulièrement cruel. Freddie, qui doit assumer seul la responsabilité du vol des objets et de la nourriture, est fouetté.
Dépités par la tournure des événements, les enfants tentent de tuer Folcoche. Ils cherchent dans un premier temps à l'empoisonner avec ses propres médicaments, mais la tentative se solde par un échec. Par la suite, lors d'une sortie en bateau, Brasse-Bouillon s'arrange pour faire tomber Folcoche dans la rivière de l'Omée. Paule, qui ne sait pas nager, parvient pourtant à s'en sortir. Folle de rage, elle cherche à faire fouetter Jean qui se barricade dans sa chambre puis s'enfuit durant la nuit afin de demander l'arbitrage de ses grands-parents maternels. La rencontre avec les parents de Folcoche est une déception pour le héros qui peut mesurer à quel point ceux-ci n'accordent aucune importance, ni à leur fille, ni à leurs petits-enfants. Finalement, Jean est ramené à la Belle Angerie par son père.
Au comble du conflit qui les oppose, Folcoche tente de faire envoyer Jean dans une maison de redressement en dissimulant son propre portefeuille dans une cachette de la chambre des enfants, mais Jean — qui l'a vue faire — le lui restitue immédiatement et parvient à la convaincre de l'envoyer, lui et ses frères, au collège. Acculée, Folcoche doit céder.
L'épilogue trace le parallèle entre la vipère réelle du début de l'histoire et celle, symbolique, représentant sa propre mère. Brandissant cette victoire contre la tyrannie maternelle, le narrateur conclut par ces mots : « Merci ma mère. Je suis celui qui marche, une vipère au poing. »

## Un roman autobiographique
Dès la sortie du roman, Hervé Bazin le déclare autobiographique ; cependant, quand sortent les deux autres romans (La Mort du petit cheval et Cri de la chouette) formant la trilogie de la famille Rezeau, il modère ses propos et affirme que ce ne sont que des romans (bien qu'ils soient largement inspirés de son enfance douloureuse auprès d'une mère sèche et autoritaire).

### Le contexte géographique
Bazin situe le roman à Soledot, village proche de Segré en Anjou. Jean et ses frères (ainsi que leurs parents, Fine, et les curés successifs apparus dans le roman) vivent dans un manoir relié à une chapelle et à une boulangerie qu'ils appellent de façon très méliorative « La Belle Angerie ».
Hervé Bazin a lui-même grandi dans une propriété  près de Segré, dans la commune de Marans, qui peut donc être identifiée au Soledot du roman. La famille Bazin y possédait une propriété, le Patys ou Pâtis, un petit château de la seconde moitié du XIXe siècle. Une ferme située à proximité se nomme par ailleurs la Belle Angerie. La description qui est faite de la Belle Angerie est plutôt fidèle à l'apparence du Patys, avec ses deux tourelles, ses verrières et le ruisseau qui coule à proximité, l'Ommée,.
En outre, de nombreux lieux existant réellement autour de Marans sont mentionnés au fil du roman, comme Bécon-les-Granits, Les Ponts-de-Cé ou Candé.

### Le contexte familial
Hervé Bazin présente la famille Rezeau comme descendante d'un Claude Rezeau, et d'une famille « de Tanton ». Cela est aussi le cas comme en témoigne la généalogie de la famille Bazin : Claude Bazin, né en 1645, aïeul de l'auteur, a épousé une demoiselle de Tanton de La Gaugrières. La seule différence entre le roman et la réalité réside dans le fait que Bazin s'appelait en réalité Jean-Pierre Hervé-Bazin ; son père était Jacques Hervé-Bazin, fils de Ferdinand Hervé et Marie Bazin.
Le patronyme « Rezeau » rappelle le nom du château qui a appartenu à des ancêtres d'Hervé Bazin, le château Rezeau à Andard.
Dans le roman, peut-être pour des raisons de simplification, Bazin crée l'histoire de la famille Rezeau, dont le domaine se transmet de père en fils. Chez les Hervé-Bazin, en fait, le Pâtis s'est transmis par sa grand-mère. L'académicien René Rezeau du roman, qui est un frère du grand-père paternel de Jean, est dans la réalité l'académicien René Bazin, frère de la grand-mère paternelle.
Entre le roman et la véritable famille d'Hervé Bazin, les prénoms et noms des personnages sont souvent à peine modifiés.
Par exemple, la famille Rezeau est composée de Jacques Rezeau (docteur en droit) et de Paule Pluvignec, et de leurs enfants Ferdinand (dit Chiffe), Jean (dit Brasse-Bouillon) et Marcel (dit Cropette). La famille Hervé-Bazin est composée, elle, de Jacques Hervé-Bazin (aussi docteur en droit) et Paule Guilloteaux, et de leurs enfants, Ferdinand, Jean-Pierre et Pierre.
Dans l'édition J'ai Lu, Hervé Bazin fait un lapsus repris par l'éditeur en écrivant « Pierre » pour désigner « Marcel » dans le dernier chapitre de Vipère au poing,.
Les noms et prénoms des oncles et tantes de Hervé Bazin n'ont également été que très peu modifiés, comme Michel Hervé-Bazin, protonotaire apostolique, qui apparaît avec la même fonction cléricale dans le roman, avec pour identité Michel Rezeau.
Les nombreux témoignages de l'écrivain, ainsi que de sa fille, Catherine, elle aussi écrivain, réaffirment la cruauté de Folcoche, confirmant ainsi le caractère autobiographique du roman.

## Adaptations à l'écran
L'œuvre d'Hervé Bazin a fait l'objet de deux adaptations, l'une pour la télévision, l'autre pour le cinéma, qui ont conservé le titre du roman.
- La première adaptation[9] a été diffusée à la télévision en 1971, dans une réalisation de Pierre Cardinal, avec Alice Sapritch qui y interprète une Folcoche marquante.
- La seconde adaptation est sortie sur les écrans en 2004, dans une réalisation de Philippe de Broca, avec Jacques Villeret et, dans le rôle de Folcoche, Catherine Frot[10].

## Suite
Ce roman, écrit dans un français exemplaire, est étudié par les collégiens français et reste une référence sur l'enfance difficile.
Il est suivi de La Mort du petit cheval, qui relate le passage à l'âge adulte du héros et sa transformation par l'amour et la paternité, puis de Cri de la chouette, qui voit, vingt ans après, l'arrivée de Folcoche dans la famille recomposée de Jean et les troubles que provoque son affection tardive et maladroite pour la belle-fille de son fils.

## Éditions
- Hervé Bazin, Vipère au poing, Paris, Bernard Grasset, 15 mai 1948, 276 p. (BNF 41623141)

Livre audio
- Hervé Bazin (auteur) et Pierre Vaneck (narrateur), Vipère au poing, Paris, Auvidis, 1988 (EAN 329-84-9000-704-4, BNF 38145428)Support : 4 cassettes audio ; durée : non connue ; référence éditeur : Auvidis Z125 : AD 803.
- Hervé Bazin (auteur) et Pierre Vaneck (narrateur), Vipère au poing, Paris, Auvidis, 1995 (EAN 329-84-9000-704-4, BNF 38145428)Support : 5 disques compacts audio ; durée : 5 h 38 min environ ; référence éditeur : Auvidis AZ704 : AD 104.
- Hervé Bazin (auteur) et Pierre Vaneck (narrateur), Vipère au poing, Paris, Naïve, 3 juin 2004 (EAN 329-84-9000-759-4)Support : 5 disques compacts audio ; durée : 5 h 38 min environ ; référence éditeur : non connue[Note 3].

## Sources